# Lijst van presidenten van Sao Tomé en Principe
Hieronder volgt een lijst van presidenten van Sao Tomé en Principe sinds de onafhankelijkheid.

## Presidenten van São Tomé en Principe (1975-heden)
| Nr. | President | President                                                              | Ambtstermijn                        | Partij     | Partij | Verkiezing |
| --- | --------- | ---------------------------------------------------------------------- | ----------------------------------- | ---------- | ------ | ---------- |
| 1   |           | Manuel Pinto da Costa (1937)                                           | 12 juli 1975 - 4 maart 1991         | MLSTP-PSD  |        |            |
| -   |           | Leonel Mário d'Alva (1935) Interim                                     | 4 maart 1991 - 3 april 1991         | PCD        |        |            |
| 2   |           | Miguel Trovoada (1936)                                                 | 3 april 1991 - 15 augustus 1995     | ADI        |        | 1991       |
| 2   | Afgezet   | Miguel Trovoada (1936)                                                 |                                     | ADI        |        | 1991       |
| -   |           | Manuel Quintas de Almeida (1957–2006) leider van militaire staatsgreep | 15 augustus 1995 - 21 augustus 1995 | Militair   |        |            |
| (2) |           | Miguel Trovoada (1936)                                                 | 21 augustus 1995 - 3 september 2001 | ADI        |        | 1996       |
| 3   |           | Fradique de Menezes (1942)                                             | 3 september 2001 - 16 juli 2003     | MDFM-PL    |        | 2001       |
| 3   | Afgezet   | Fradique de Menezes (1942)                                             |                                     | MDFM-PL    |        | 2001       |
| -   |           | Fernando Pereira (1963) leider van militaire staatsgreep               | 16 juli 2003 - 23 juli 2003         | Militair   |        |            |
| (3) |           | Fradique de Menezes (1942)                                             | 23 juli 2003 - 3 september 2011     | MDFM-PL    |        | 2006       |
| 4   |           | Manuel Pinto da Costa (1937)                                           | 3 september 2011 - 3 september 2016 | Partijloos |        | 2011       |
| 5   |           | Evaristo Carvalho (1941–2022)                                          | 3 september 2016 - 2 oktober 2021   | ADI        |        | 2016       |
| 6   |           | Carlos Vila Nova (1959)                                                | 2 oktober 2021 - heden              | ADI        |        | 2021       |

## Presidentsverkiezingen
1991Bij de eerste democratische presidentsverkiezingen op 3 maart 1991 werd de partijloze Miguel Trovoada met 81,0% van de stemmen gekozen, zijn twee tegenstanders (Monso dos Santos en Guadalupe de Ceita) trokken zich voor de verkiezingen terug. De opkomst was 60,0%.
1996Bij de tweede democratische presidentsverkiezingen op 30 juni en 21 juli 1996 nam onder andere de voormalige president Manuel Pinto da Costa het op tegen de zittende president Trovoada. Trovoada won in de tweede ronde met 52,74% tegen 47,26% voor Da Costa. Bij de eerste ronde waren PCD-GR-kandidaat Alda Bandeira en Carlos Graça al afgevallen.
2001Bij de derde democratische presidentsverkiezingen op 29 juli 2001 won Fradique de Menezes in de eerste ronde met 55,18% van de stemmen tegen 39,98% van de stemmen voor Manuel Pinto da Costa. De opkomst was 70,7%.
2006Bij de vierde democratische presidentsverkiezingen in 2006 nam zittend president De Menezes het op tegen Patrice Trovoada, de zoon van zijn voorganger. De Menezes won met 60,6% van de stemmen tegen 38,8% voor Trovoada. De opkomst was 64,9%.
2011In juli en augustus 2011 werden de vijfde democratische presidentsverkiezingen worden gehouden, Fradique de Menezes kon niet herkozen worden. Omdat er na de eerste ronde niemand een meerderheid had, kwam er een tweede ronde waarin oud-dictator en onafhankelijke kandidaat Manuel Pinto da Costa met 52,88% van de stemmen parlementsvoorzitter en ADI-kandidaat Evaristo Carvalho versloeg.
2016Op 17 juli 2016 werd de eerste ronde van de presidentsverkiezing gehouden. ADI-kandidaat Evaristo Carvalho leek met 50% direct gewonnen te hebben, maar na hertelling kwam hij uit op 49,88% en een tweede ronde tegen zittend president Pinto da Costa was noodzakelijk. Da Costa boycotte de tweede ronde en Carvalho werd gekozen tot president. De opkomst was 64,31% in de eerste en 46,06% in de tweede ronde.
2021Op 18 juli 2021 werd de eerste ronde gehouden. Negentien kandidaten deden mee en bij een opkomst van 67,76% werd de eerste ronde gewonnen door Carlos Vila Nova (ADI, 39,47%) voor Guilherme Posser da Costa (MLSTP–PSD, 20,75%). De tweede ronde werd van 8 augustus uitgesteld naar 29 augustus en toen naar 5 september. Carlos Vila Nova won 57,54% van de stemmen in de tweede ronde en werd verkozen tot president.

## Presidentieel paleis
De officiële ambtswoning van de president is het presidentieel paleis van Sao Tomé en Principe, een gebouw midden in de hoofdstad Sao Tomé vlak naast de kathedraal.